# Горакшья Лакшми
Горакшья Лакшми (непальск. गोरक्ष राज्य लक्ष्मी देवी शाह; не ранее 1798 — 1816) — жена короля Непала Гирвана Бикрама, родившая от него, предположительно, в 15 лет в 1813 году сына Раджендру. Номинально Раджендра пришёл к власти в возрасте трёх лет.  В государстве действовал всеобщий запрет в отношении матерей маленьких детей совершать акт самосожжения — сати. Тем не менее она тяжело заболела, заразившись  чёрной оспой, проболела  вплоть до смерти короля Гирвана и умереть через несколько недель после его кончины.
С другой стороны, министр иностранных дел Гаджрадж Мишра отправил письмо британскому резиденту, в котором уведомил его о том, что последним желанием короля и королевы-матери было поручить попечение о несовершеннолетнем Раджендре Гаджраджу Мишре. По его словам, он лично взял ребёнка у королевы на руки посреди двора. За этим наблюдал и резидент, выразивший одобрение свершившемуся.